# Place de l'Argonne
La place de l'Argonne est une voie située dans le quartier du Pont-de-Flandre du 19e arrondissement de Paris en France.

## Origine du nom
Elle porte le nom de la région naturelle de Argonne qui s'étend sur les départements de la Marne, des Ardennes et de la Meuse, situés à l'est du bassin parisien.

## Historique
Cette ancienne voie de la commune de la Villette, appelée d'abord « place du Quartier-Neuf », puis « place de Lille », est classée dans la voirie parisienne par un décret du 23 mai 1863.
Elle prend sa dénomination actuelle par un décret du 24 août 1864.

## Bâtiments remarquables et lieux de mémoire
Au no 17 se trouve le centre des finances publiques du 19e arrondissement de Paris.